# Mazda CX-50

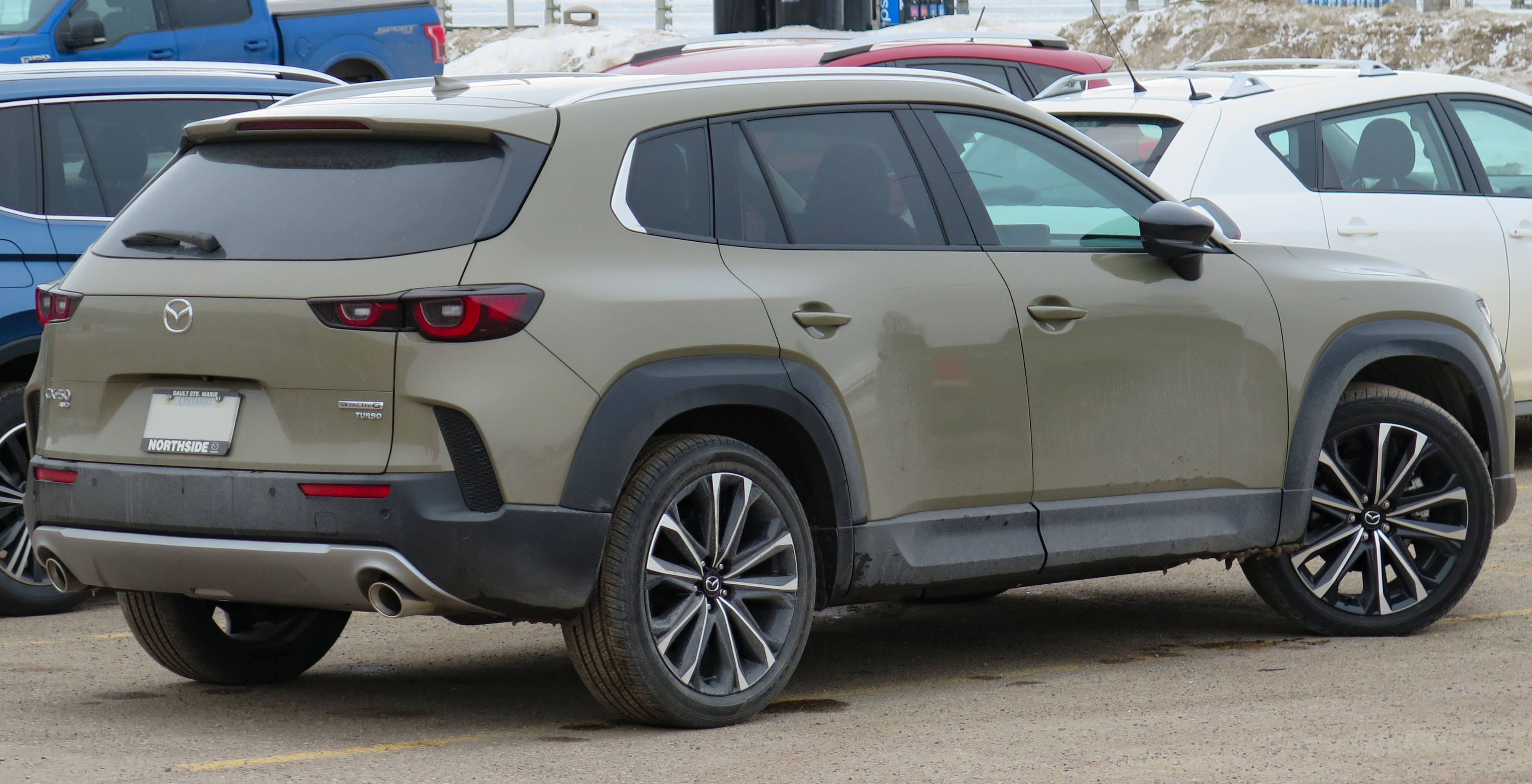
Heckansicht

Der Mazda CX-50 ist ein Sport Utility Vehicle des japanischen Automobilherstellers Mazda. Es ist ausschließlich auf dem nordamerikanischen Markt und in China verfügbar und wird für Nordamerika im gemeinsamen Werk mit Toyota in Huntsville im Bundesstaat Alabama und für China in Zusammenarbeit mit der Chongqing Changan Automobile Company in Nanjing produziert.

## Geschichte
Mazda hat sich bereits 2019 die Nomenklatur-Kombination von CX-10 bis CX-90 schützen lassen und angekündigt, das Modellportfolio ausbauen zu wollen. Für die USA und einige Nicht-EU-Länder werden der CX-50, der CX-70 und CX-90 vorgesehen, während in der EU der CX-60 und CX-80 auf den Markt gebracht werden. Technisch ähneln sich alle Modelle, sind aber auf die jeweiligen Marktansprüche angepasst. Im Portfolio positioniert sich der CX-50 über dem CX-5. Die chinesische Version ist bei gleichem Radstand 66 mm länger.

## Technik
Der CX-50 basiert auf derselben Plattform, die schon der Mazda3 und der Mazda CX-30 nutzen. Dementsprechend kommen auch bekannte Motorisierungen zum Einsatz. Neben einem 2,5-Liter-Vierzylinder-Turbomotor mit 191 kW (260 PS) Leistung und 434 Nm Drehmoment ist auch ein leistungsschwächerer 2,0-Liter-Saugmotor mit 139 kW (189 PS) und 252 Nm verfügbar. Zum Modelljahr 2025 ergänzte ein Voll-Hybrid, der von Toyota entwickelt wurde, die Antriebspalette. Die Systemleistung wird hier mit 163 kW (222 PS) angegeben. Serienmäßig hat der CX-50 Vorderradantrieb, gegen Aufpreis ist Allradantrieb verfügbar. In China leistet der 2,5-Liter-Motor 143 kW (195 PS) und der 2,0-Liter-Motor 116 kW (158 PS).